# Vauxbuin
Vauxbuin est une commune française située dans le département de l'Aisne en région culturelle et historique de Picardie, administrative Hauts-de-France. Banlieue de Soissons, avec qui elle partage une conurbation urbaine, elle constitue GrandSoissons Agglomération, et accueille notamment une importante zone commerciale au sein de son territoire.

### Communes limitrophes

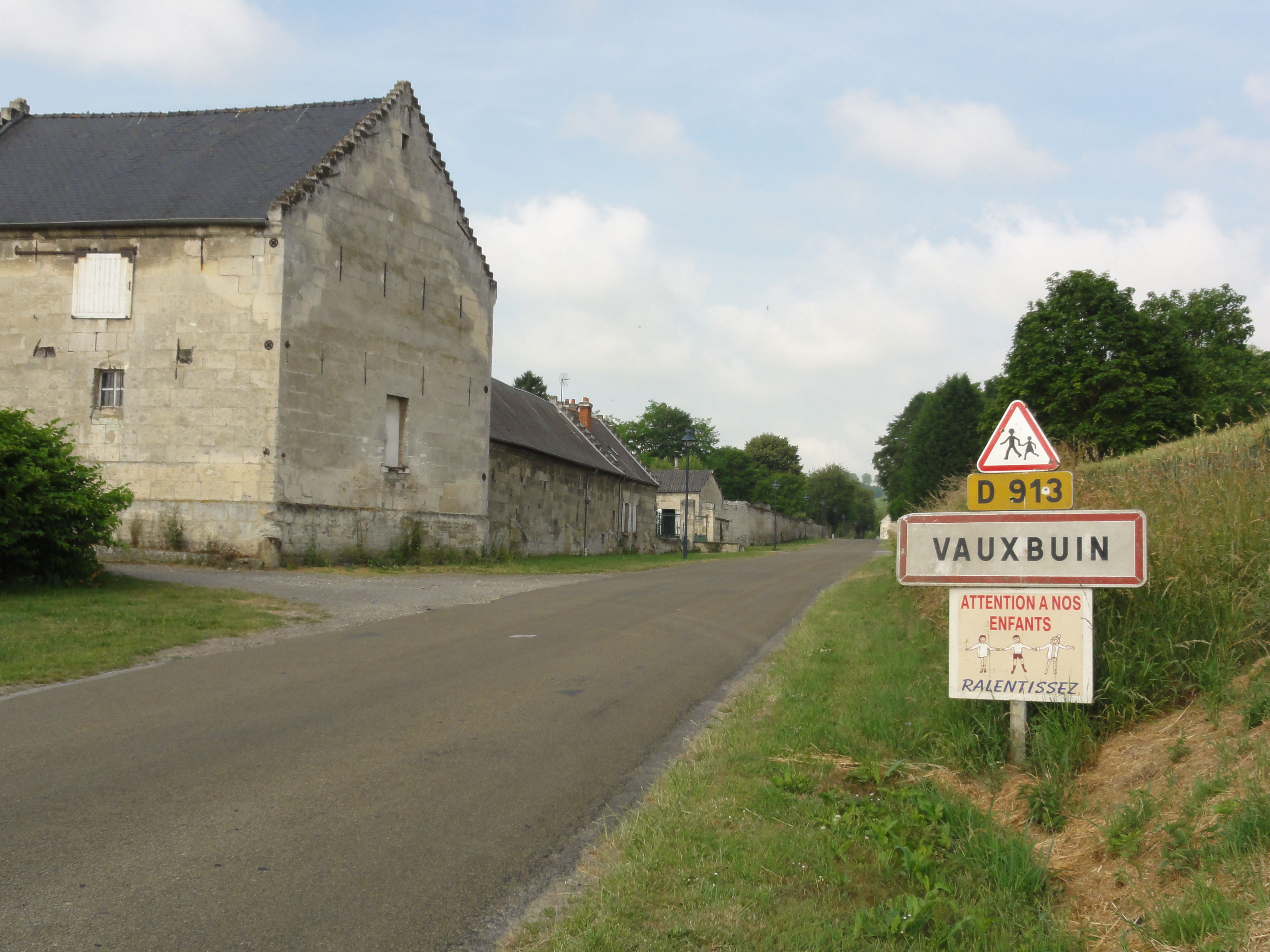
Entrée de Vauxbuin.

## Géographie

### Hydrographie
La commune est située dans le bassin Seine-Normandie. Elle est drainée par la Crise et divers bras de la Crise,,.
La Crise, d'une longueur de 26 km, prend sa source dans la commune de Arcy-Sainte-Restitue et se jette  dans l'Aisne à Soissons, après avoir traversé huit communes. Les caractéristiques hydrologiques de la Crise sont données par la station hydrologique située sur la commune de Soissons. Le débit moyen mensuel est de 0,681 m3/s. Le débit moyen journalier maximum est de 3,46 m3/s, atteint lors de la crue du 22 mars 2001. Le débit instantané maximal est quant à lui de 4,33 m3/s, atteint le 1er mai 2024.

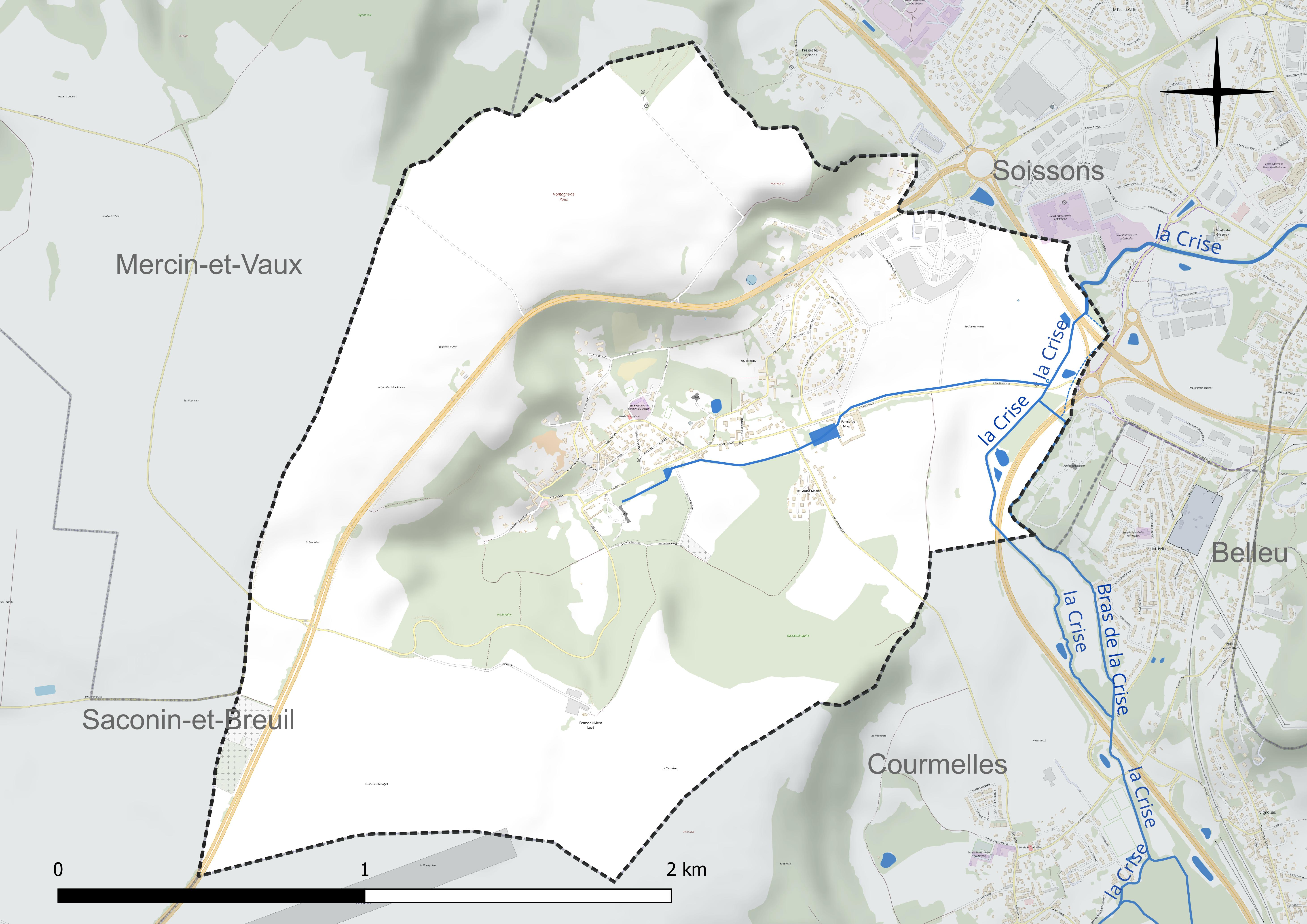
Réseau hydrographique de Vauxbuin.

### Climat
Pour des articles plus généraux, voir Climat des Hauts-de-France et Climat de l'Aisne.
En 2010, le climat de la commune est de type climat océanique dégradé des plaines du Centre et du Nord, selon une étude du CNRS s'appuyant sur une série de données couvrant la période 1971-2000. En 2020, Météo-France publie une typologie des climats de la France métropolitaine dans laquelle la commune est exposée à un climat océanique altéré et est dans la région climatique Nord-est du bassin Parisien, caractérisée par un ensoleillement médiocre, une pluviométrie moyenne régulièrement répartie au cours de l'année et un hiver froid (3 °C).
Pour la période 1971-2000, la température annuelle moyenne est de 10,7 °C, avec une amplitude thermique annuelle de 15,4 °C. Le cumul annuel moyen de précipitations est de 737 mm, avec 11,2 jours de précipitations en janvier et 8,4 jours en juillet. Pour la période 1991-2020, la température moyenne annuelle observée sur la station météorologique la plus proche, située sur la commune de Braine à 17 km à vol d'oiseau, est de 11,3 °C et le cumul annuel moyen de précipitations est de 662,7 mm,. Pour l'avenir, les paramètres climatiques de la commune estimés pour 2050 selon différents scénarios d'émission de gaz à effet de serre sont consultables sur un site dédié publié par Météo-France en novembre 2022.

## Urbanisme

### Typologie
Au 1er janvier 2024, Vauxbuin est catégorisée ceinture urbaine, selon la nouvelle grille communale de densité à 7 niveaux définie par l'Insee en 2022.
Elle appartient à l'unité urbaine de Soissons, une agglomération intra-départementale dont elle est une commune de la banlieue,. Par ailleurs la commune fait partie de l'aire d'attraction de Soissons, dont elle est une commune de la couronne,. Cette aire, qui regroupe 92 communes, est catégorisée dans les aires de 50 000 à moins de 200 000 habitants,.

### Occupation des sols
L'occupation des sols de la commune, telle qu'elle ressort de la base de données européenne d'occupation biophysique des sols Corine Land Cover (CLC), est marquée par l'importance des territoires agricoles (64,5 % en 2018), en diminution par rapport à 1990 (65,9 %). La répartition détaillée en 2018 est la suivante : 
terres arables (60,2 %), forêts (20,1 %), zones urbanisées (15,4 %), prairies (4,3 %).
L'évolution de l'occupation des sols de la commune et de ses infrastructures peut être observée sur les différentes représentations cartographiques du territoire : la carte de Cassini (XVIIIe siècle), la carte d'état-major (1820-1866) et les cartes ou photos aériennes de l'IGN pour la période actuelle (1950 à aujourd'hui).

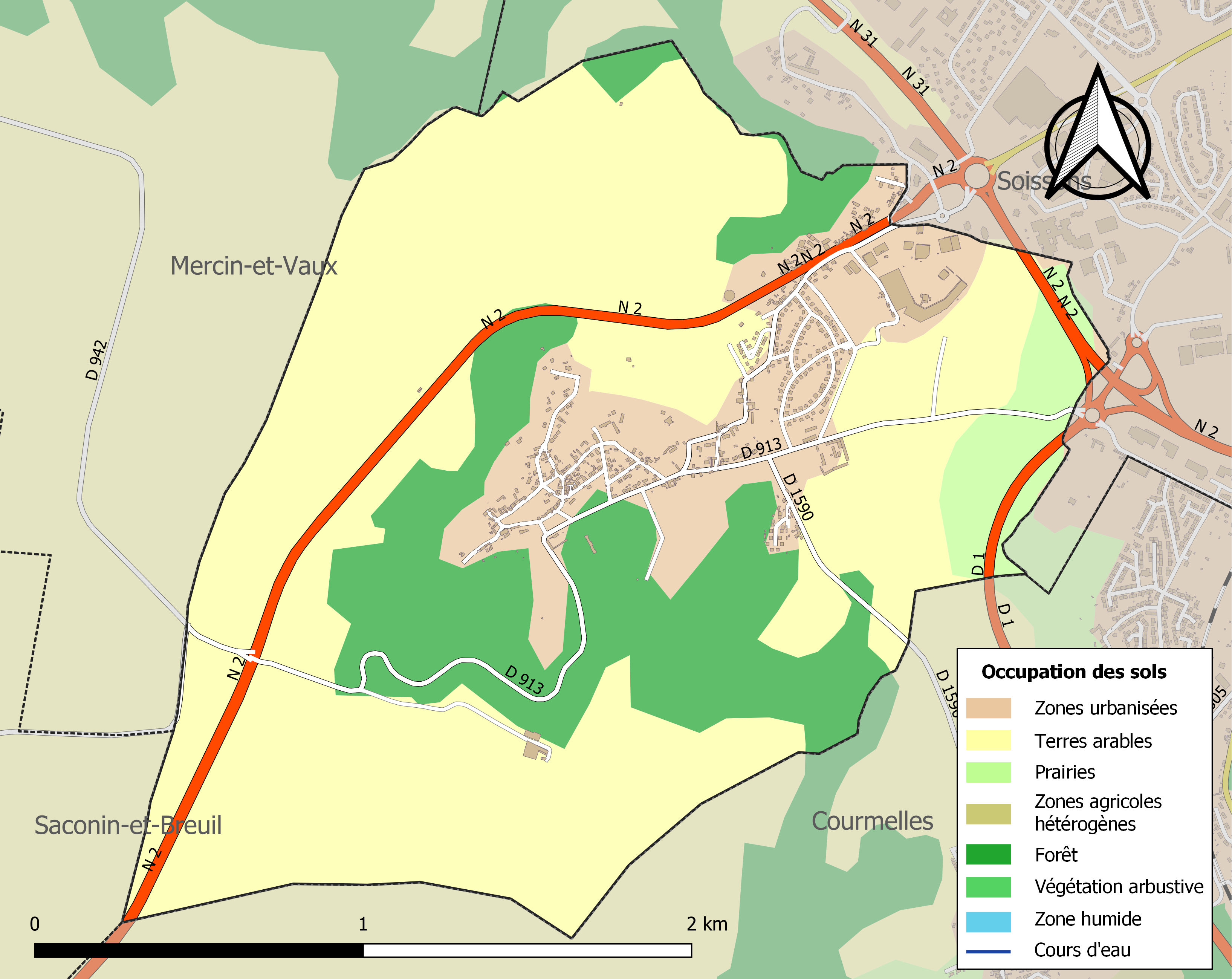
Carte de l'occupation des sols de la commune en 2018 (CLC).

### Toponymie
Le village est cité pour la première fois en l'an 1199 sous le nom de Valbuin puis Vaubuyn dans un cartulaire de l'abbaye Saint-Jean des Vignes. Le nom évoluera encore de nombreuses fois en fonction des différents transcripteurs :  Vaubeuain, Vaubuin, Valbuyn, Vaubin, Vaulbuin, Vaulxbuyn, Vaulxbuin, Vaubeuin, et enfin le dénomination actuelle  Vauxbuin au XVIIIe siècle sur la carte de Cassini.

## Histoire
Le 19 juillet 1918, la commune est reprise par l'armée française.

## Politique et administration

### Découpage territorial
La commune de Vauxbuin est membre de l'intercommunalité GrandSoissons Agglomération, un établissement public de coopération intercommunale (EPCI) à fiscalité propre créé le 29 décembre 1999 dont le siège est à Cuffies. Ce dernier est par ailleurs membre d'autres groupements intercommunaux.
Sur le plan administratif, elle est rattachée à l'arrondissement de Soissons, au département de l'Aisne et à la région Hauts-de-France. Sur le plan électoral, elle dépend du  canton de Soissons-2 pour l'élection des conseillers départementaux, depuis le redécoupage cantonal de 2014 entré en vigueur en 2015, et de la quatrième circonscription de l'Aisne  pour les élections législatives, depuis le dernier découpage électoral de 2010.

### Administration municipale
| Période                                  | Période                       | Identité      | Étiquette | Qualité                                                                                   |
| ---------------------------------------- | ----------------------------- | ------------- | --------- | ----------------------------------------------------------------------------------------- |
| Les données manquantes sont à compléter. |                               |               |           |                                                                                           |
| 1977                                     | 1995                          | Henri Manesse |           |                                                                                           |
| mars 2001                                | mars 2008                     | Gérard Bordes |           |                                                                                           |
| mars 2008                                | mars 2013                     | Gilbert Bobin |           | Démissionnaire                                                                            |
| avril 2013                               | En cours (au 14 juillet 2020) | David Bobin   | DVD       | Réélu pour le mandat 2020-2026 Conseiller départemental du canton de Soissons-2 (2021 → ) |

## Démographie
L'évolution du nombre d'habitants est connue à travers les recensements de la population effectués dans la commune depuis 1793. Pour les communes de moins de 10 000 habitants, une enquête de recensement portant sur toute la population est réalisée tous les cinq ans, les populations de référence des années intermédiaires étant quant à elles estimées par interpolation ou extrapolation. Pour la commune, le premier recensement exhaustif entrant dans le cadre du nouveau dispositif a été réalisé en 2008.

En 2022, la commune comptait 771 habitants, en évolution de −2,16 % par rapport à 2016 (Aisne : −1,97 %, France hors Mayotte : +2,11 %).
| 1793 | 1800 | 1806 | 1821 | 1831 | 1836 | 1841 | 1846 | 1851 |
| ---- | ---- | ---- | ---- | ---- | ---- | ---- | ---- | ---- |
| 285  | 307  | 322  | 337  | 408  | 440  | 412  | 426  | 445  |

| 1856 | 1861 | 1866 | 1872 | 1876 | 1881 | 1886 | 1891 | 1896 |
| ---- | ---- | ---- | ---- | ---- | ---- | ---- | ---- | ---- |
| 475  | 449  | 418  | 418  | 435  | 468  | 480  | 285  | 450  |

| 1901 | 1906 | 1911 | 1921 | 1926 | 1931 | 1936 | 1946 | 1954 |
| ---- | ---- | ---- | ---- | ---- | ---- | ---- | ---- | ---- |
| 399  | 423  | 496  | 396  | 497  | 497  | 490  | 508  | 572  |

| 1962 | 1968 | 1975 | 1982 | 1990 | 1999 | 2006 | 2008 | 2013 |
| ---- | ---- | ---- | ---- | ---- | ---- | ---- | ---- | ---- |
| 656  | 663  | 588  | 936  | 905  | 827  | 789  | 778  | 779  |

| 2018 | 2022 | - | - | - | - | - | - | - |
| ---- | ---- | - | - | - | - | - | - | - |
| 785  | 771  | - | - | - | - | - | - | - |

## Lieux et monuments
- Église Saint-Martin de Vauxbuin.
- Le monument aux morts.
- Château de Vauxbuin. Le château a été utilisé en 1917 par l'armée française comme hôpital.

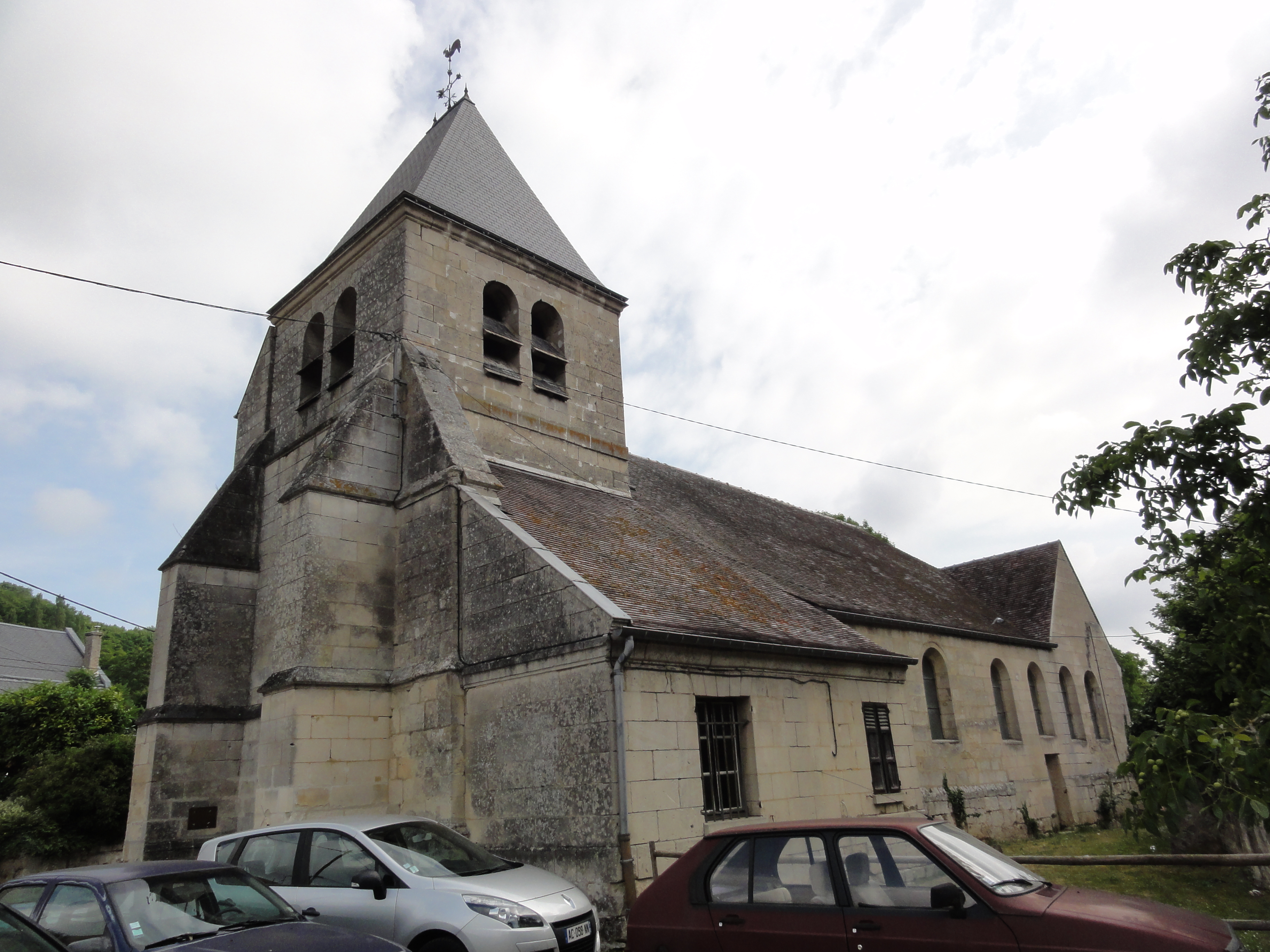
Église Saint-Martin.
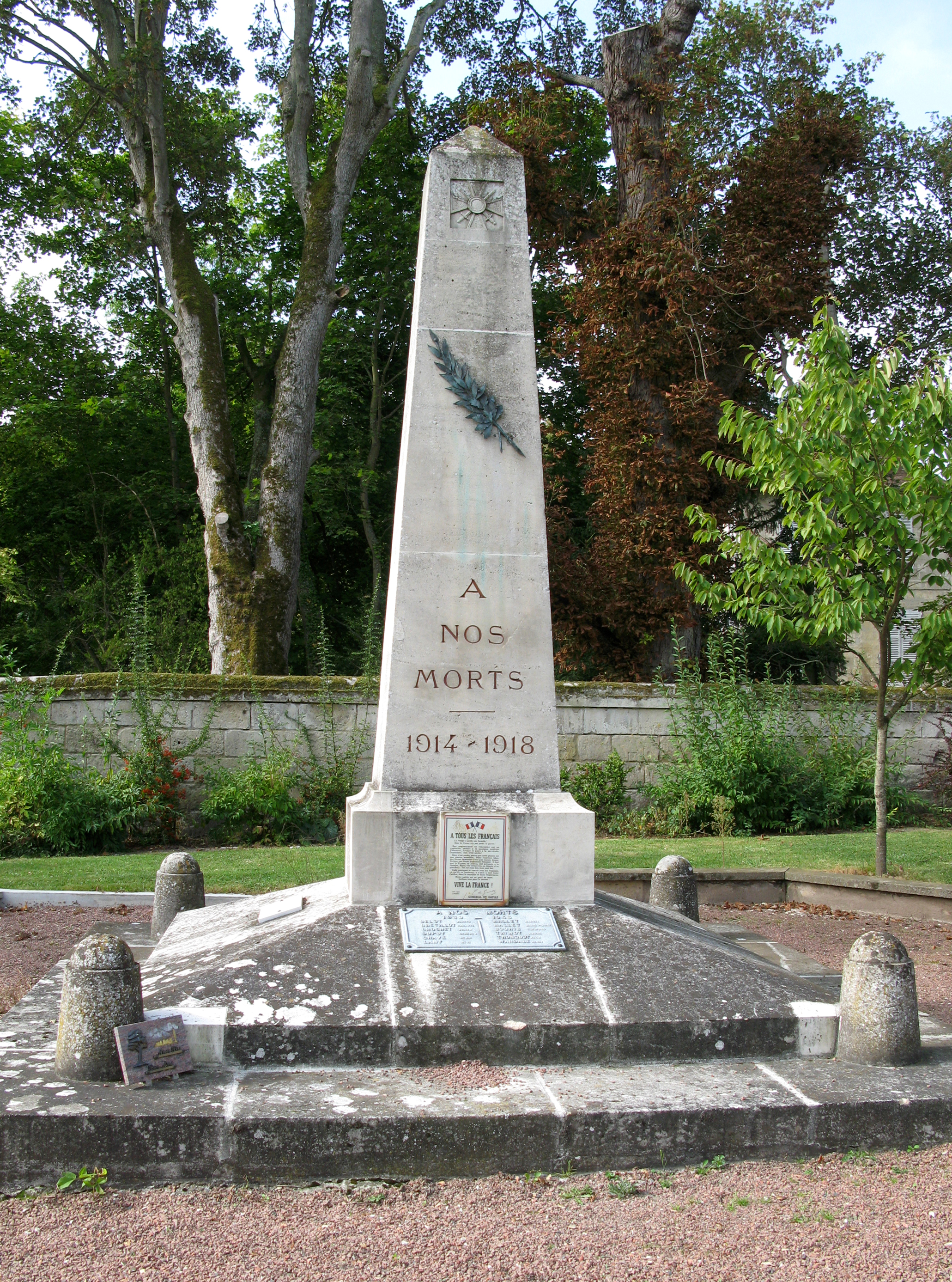
Monument aux morts.
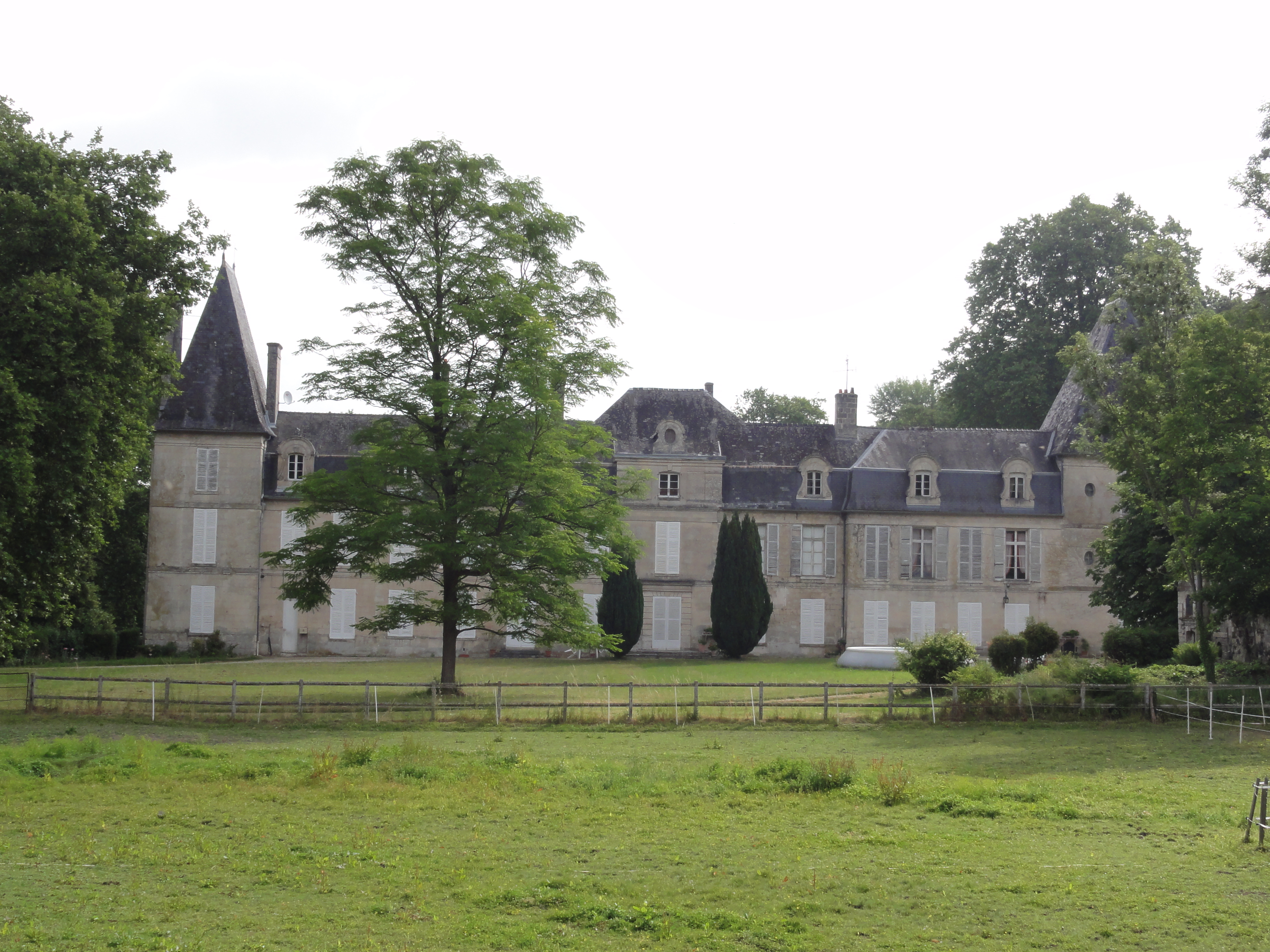
Château de Vauxbuin.
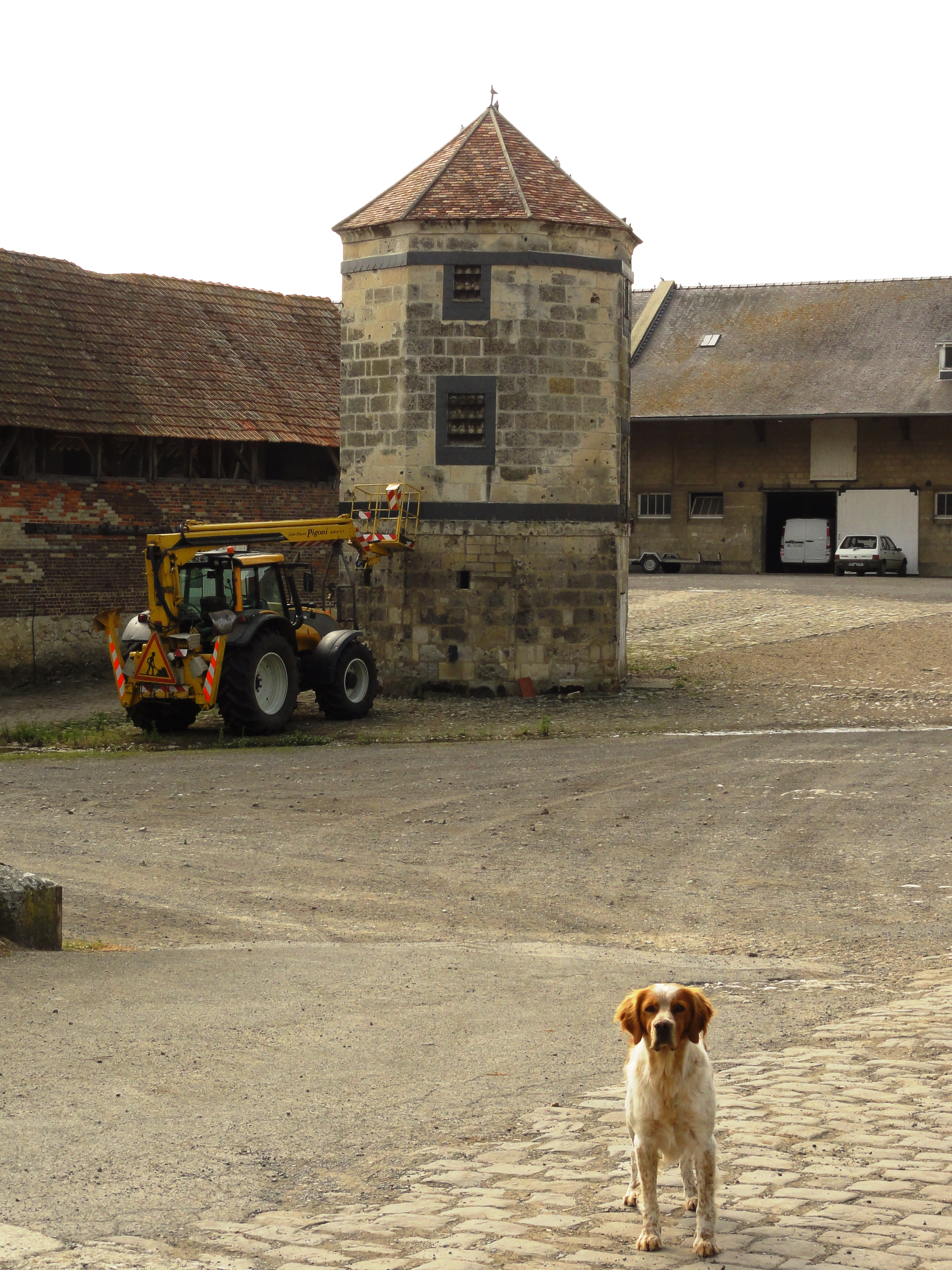
Tour pigeonnier de ferme.

- Au sud-ouest de la commune, en bordure de la RN 2, se trouvent les deux nécropoles française et allemande où reposent les soldats de la Grande Guerre.
  - La nécropole nationale française de Vauxbuin, aménagée dès 1919, recueille 4 916 dépouilles mortelles dont 4 899 combattants tués pendant la Grande Guerre et 17 combattants de la Seconde Guerre mondiale. Dans ce cimetière, un carré contient les corps de 281 soldats britanniques, les combattants du corps expéditionnaire britannique (B.E.F.).

- - La nécropole allemande de Vauxbuin est séparée du cimetière français par une rangée d'arbres. Cette nécropole, édifiée par la France, contient 9 229 corps dont 5 557 en ossuaire. Dans ce cimetière ont été regroupés les corps des soldats qui étaient dispersés dans des cimetières provisoires dans un rayon de 15 km autour de Vauxbuin.

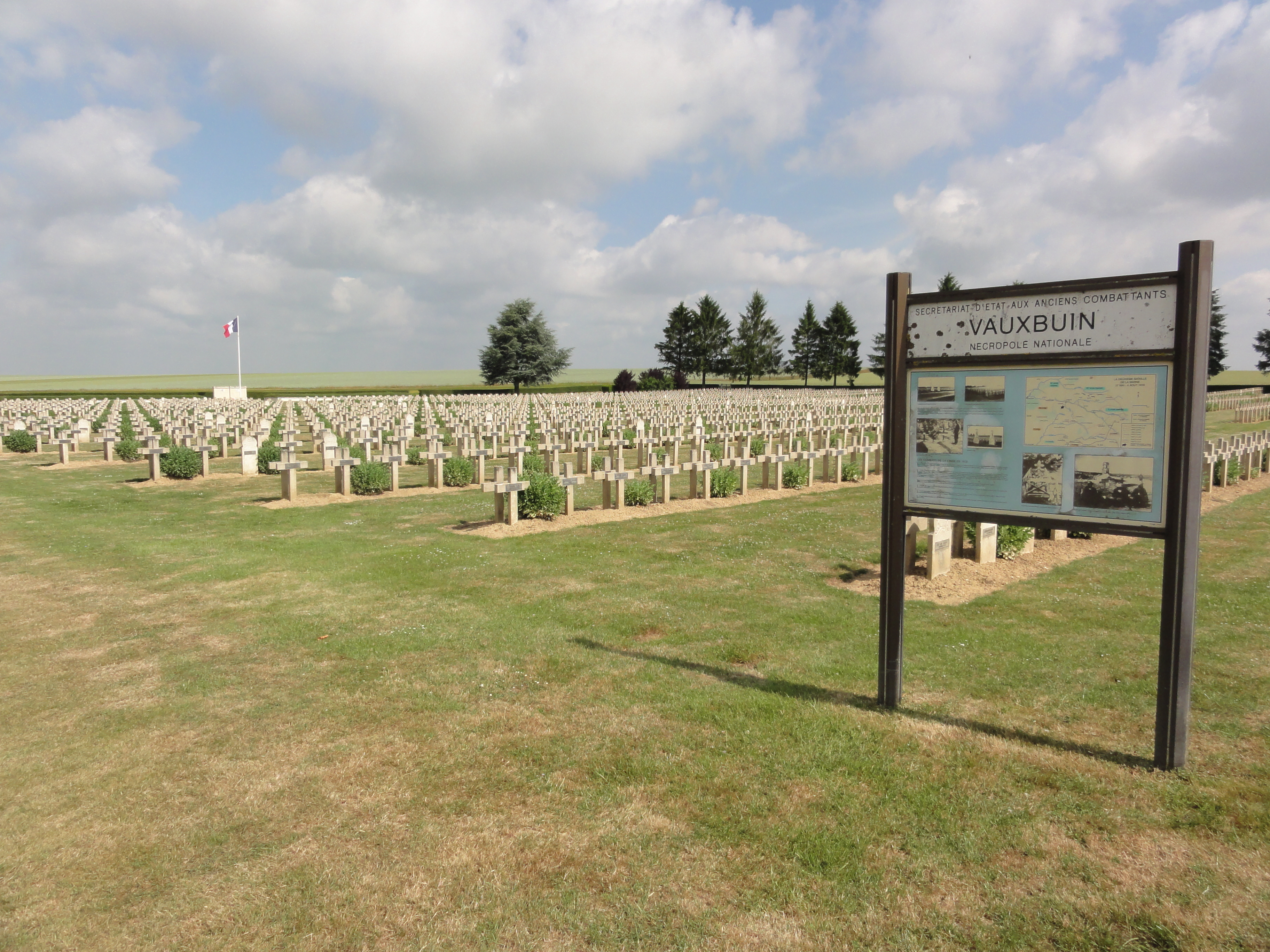
La nécropole nationale française.
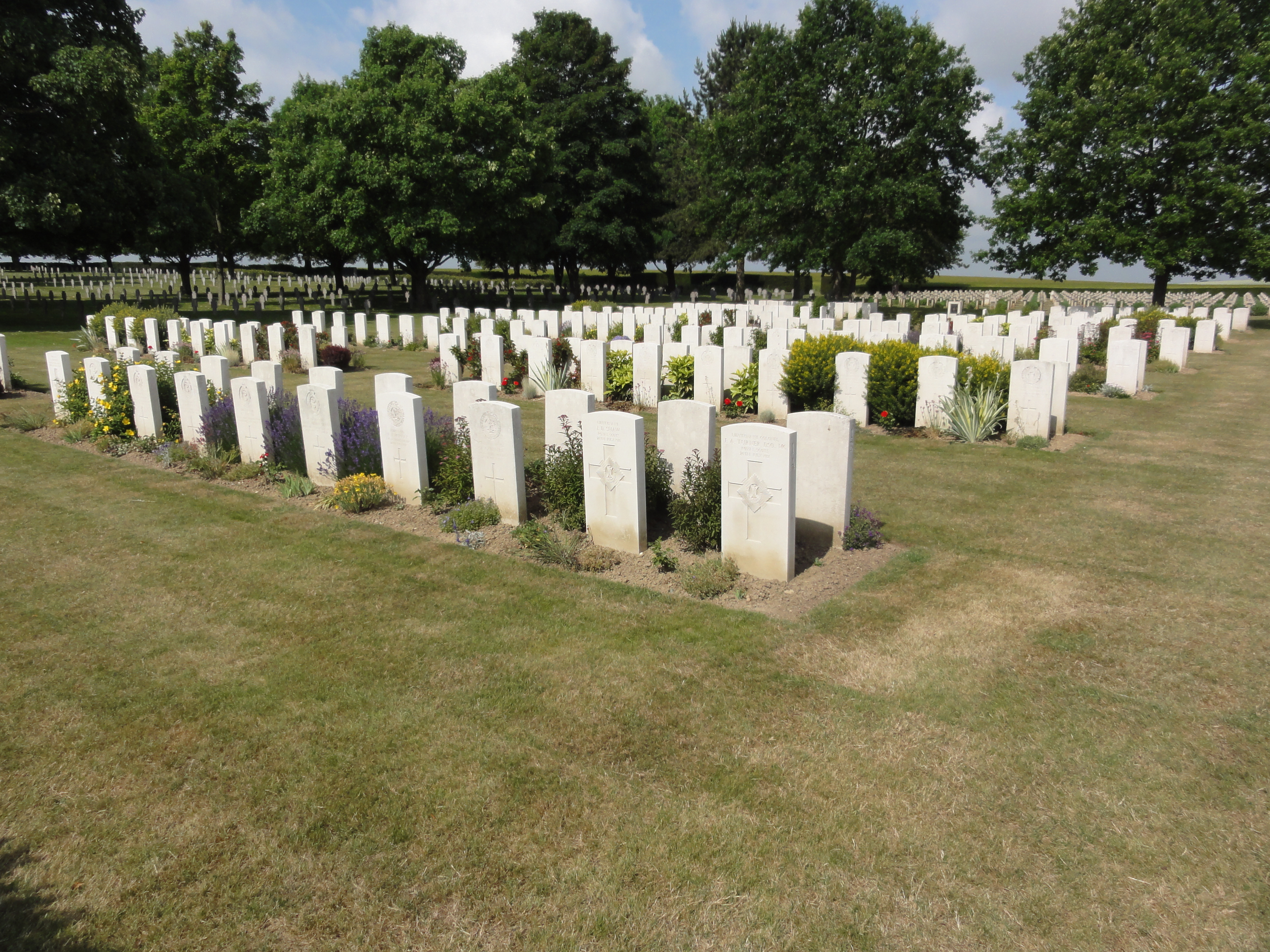
Le carré britannique.
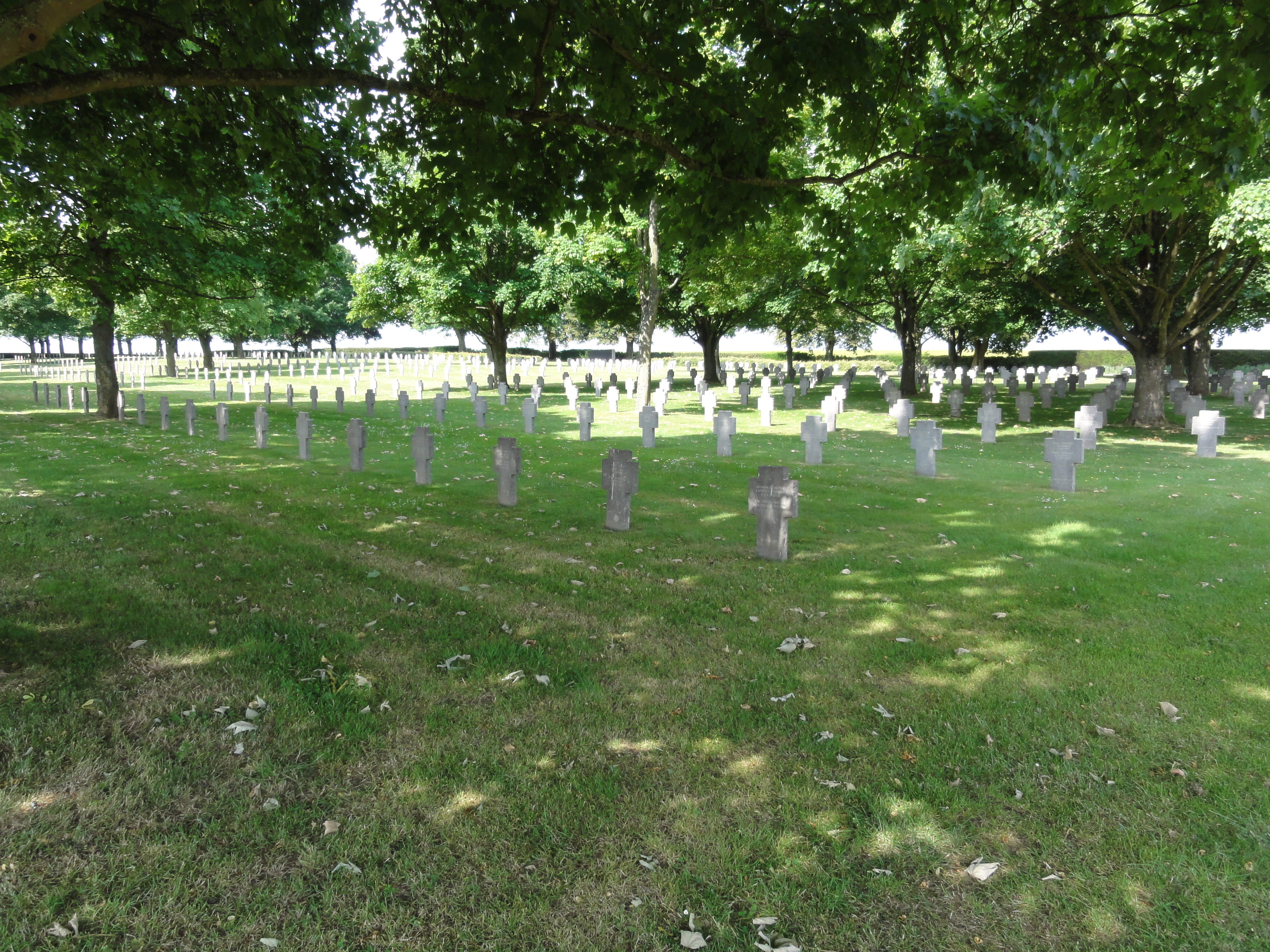
Le cimetière militaire allemand.

## Personnalités liées à la commune
- François Martenot (1770-1847), fait baron de Cordoue au siège de Vittoria (1813), commandant du 2ème  régiment des grenadiers de  la garde à Waterloo, fut maire de Vauxbuin[réf. nécessaire]
- Eugène Martenot de Cordoue (1818-1879), fils du précédent, médecin militaire
- Édouard-Auguste Desrousseaux (1833-1887), conseiller général de la Marne
- Olivier de Pierrebourg (1908-1973), résistant, Compagnon de la Libération